# Cattedrale di San Vito (Fiume)
Il duomo oppure cattedrale di San Vito (in croato: Katedrala Svetog Vida) è il principale luogo di culto della città croata di Fiume, chiesa madre dell'omonima diocesi.

## Storia

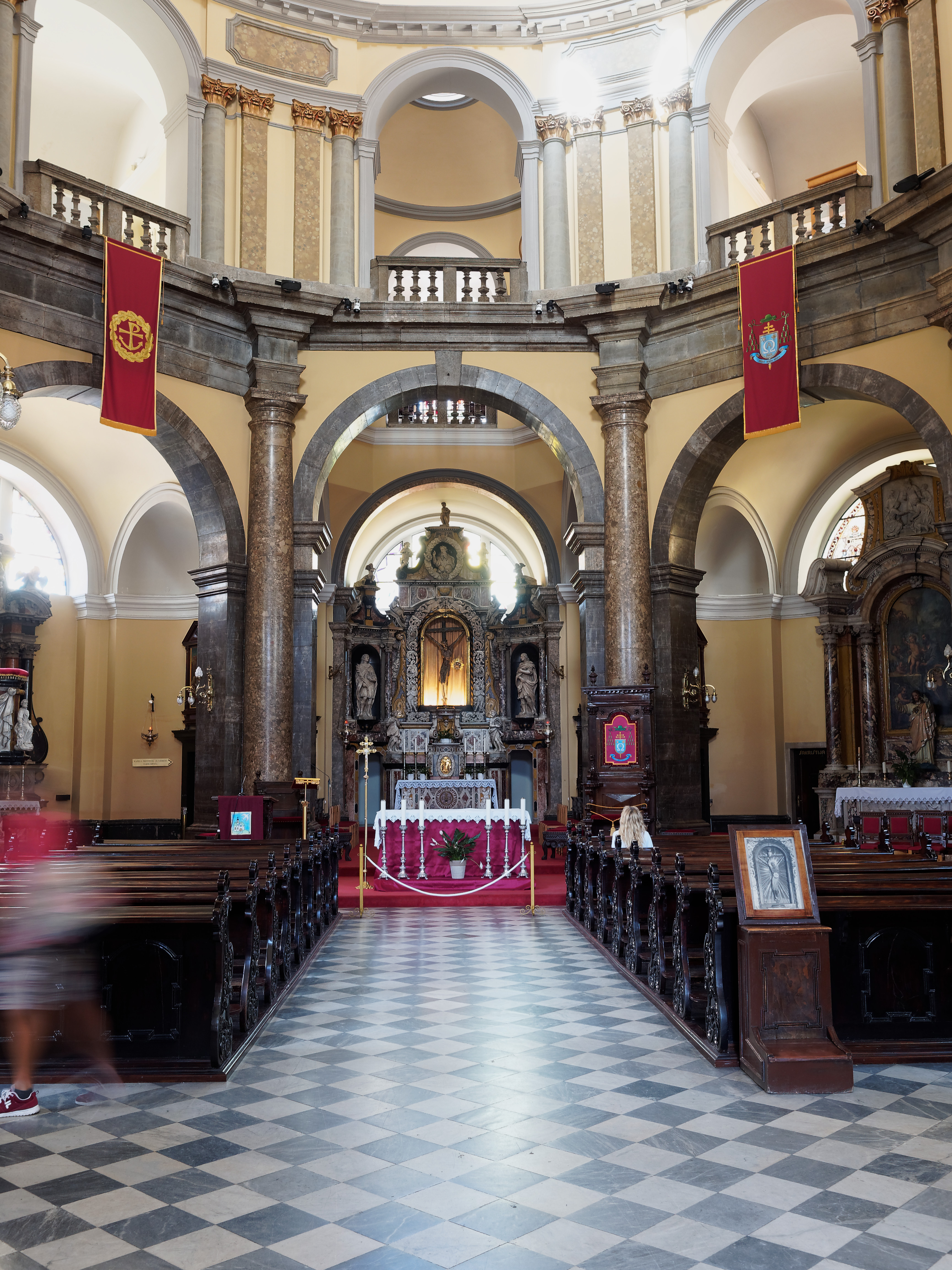
Veduta dell'interno.

La chiesa originaria di San Vito era nel Medioevo una piccola chiesa romanica con abside semicircolare dietro l'altare. L'edificazione della chiesa attuale iniziò nel giugno 1638 grazie all'apporto dei gesuiti, da poco stabilitisi nella città quarnerina. Inizialmente il fabbricato fu progettato dall'architetto Giacomo Briano, che già aveva lavorato alla chiesa di Santa Maria Maggiore di Trieste. Negli anni a seguire tuttavia altri artisti subentreranno a Briano apportando modifiche strutturali al disegno originario e protraendo la costruzione del tempio per oltre un secolo. Verso il 1730 i lavori furono diretti dall'architetto friulano Bernardino Martinuzzi, il quale progettò la cupola sul modello della chiesa veneziana di Santa Maria della Salute, e realizzò un basso campanile. Nel 1925 divenne il duomo della neocostituita diocesi fiumana, prendendo il posto della cattedrale di Santa Maria Assunta. La chiesa di San Vito è stata eretta cattedrale metropolitana nel 1969.

## Descrizione
Si tratta di una chiesa a pianta ottagonale, cosa insolita in questa parte d'Europa, con elementi barocchi e gotici. Al suo interno, di gusto squisitamente barocco, spiccano un crocifisso del XIII secolo ed il pulpito del 1737.